# Moriori

Morioriernas inofficiella flagga.

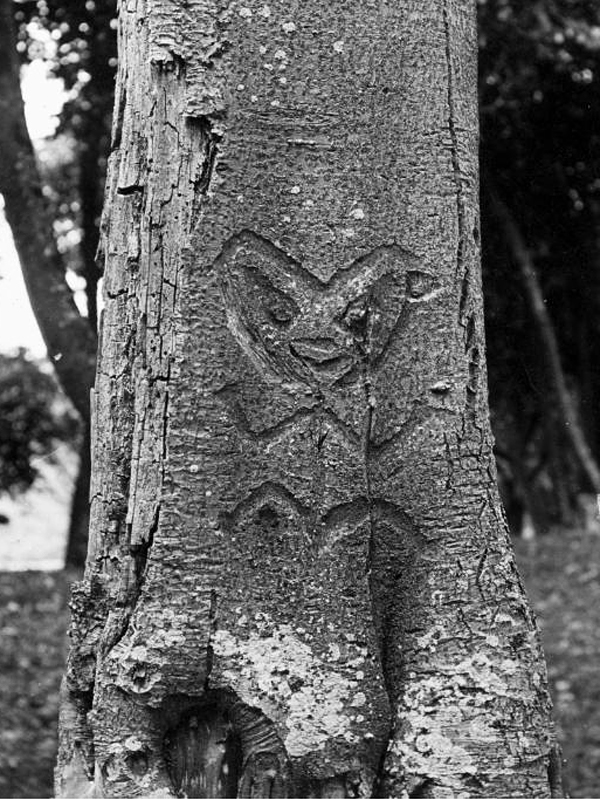
Moriorisk träsnideri, Chathamöarna.

Chathamöarna.

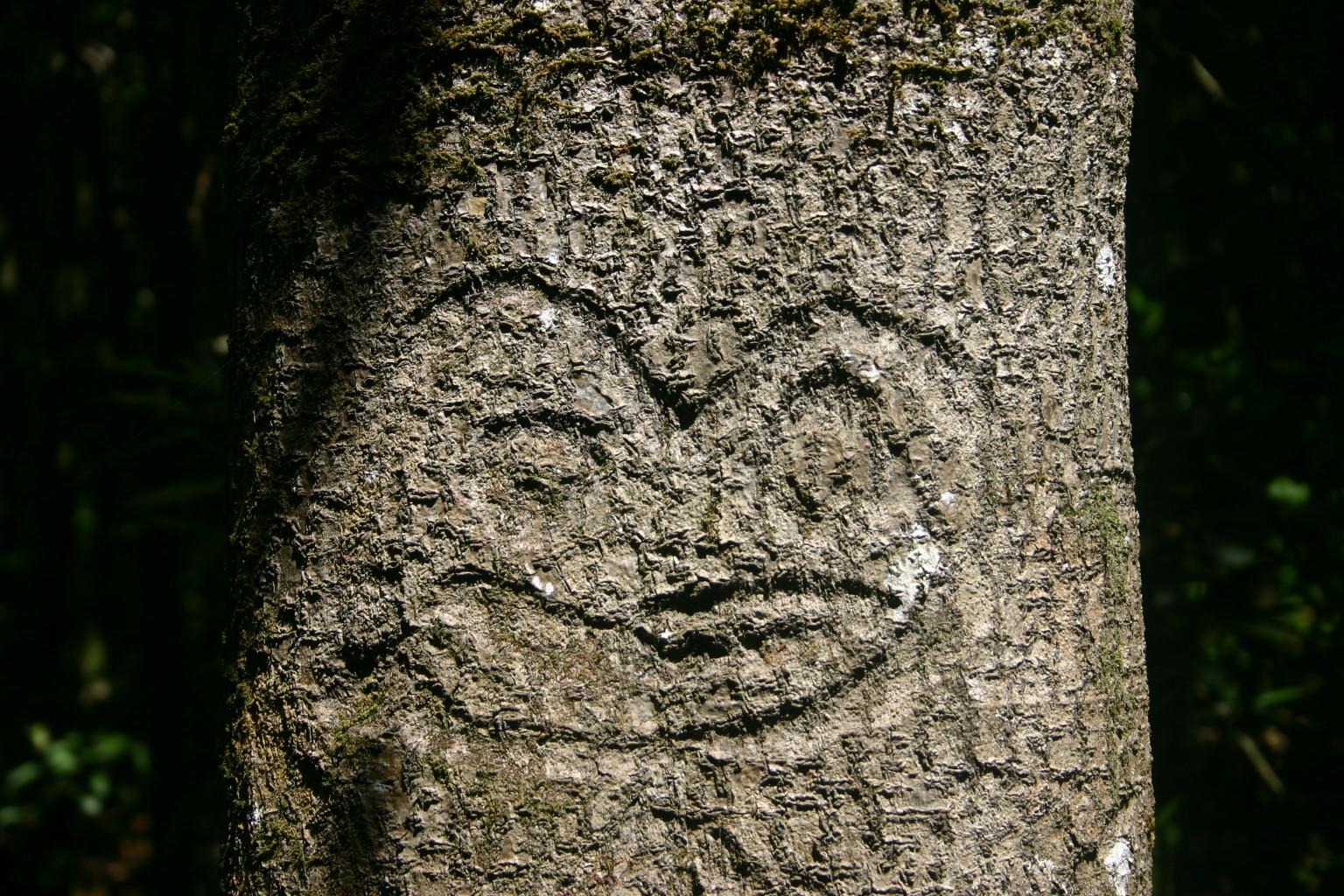
Moriorisk träsnideri, Chathamöarna.

Moriori är en ursprungligen polynesisk folkgrupp som utgör Chathamöarnas urinvånare. Folkgruppen betraktas idag som utdöd även om en del ättlingar lever kvar på Nya Zeeland.

## Etymologi
Ordet Moriori härstammar från det protopolynesiska ordet maaqoli och betyder "sann", "äkta" eller "verklig" (kognat med ordet Maorier på māori).

## Historik

### Ursprung
Moriorifolket antas härstamma från östra Polynesien. Enligt legenden lämnade bröderna Rongomaiwhenua och Rongomaitere hemlandet med sina följeslagare på grund av inre stridigheter. Resan till Chathamöarna genomfördes i tre stora kanoter Rangi Houa, Rangi Mata och Oropuke. Chathamön namngavs Rēkohu och Pittön Rangiaotea.
Moriorifolket tros ha anlänt till Chathamöarna kring år 1200 ungefär samtidigt som de första maorierna anlände till Nya Zeeland.

### Samhällsstrukturen
Moriorifolket levde som jägare-samlare. Befolkningen var fördelad på 9 stammar: Eitara, Etiao, Hamata, Harua, Makao, Matanga, Poutama, Rauru och Wheteina. För att motverka inavel var giftermål mellan första, andra och tredje gradens släktingar förbjudet. Hövdingarna (Ieriki) valdes i regel till ämbetet och då utifrån deras skicklighet i någon vital aktivitet som fiskare eller jägare. Ämbetet gick sällan i arv.
Religiösa och kulturella ceremonier bevarades genom Rākau momori eller Rākau hokoairo (dendroglyfer, träsnideri främst i Karakaträdet). En del av dessa dendroglyfer finns ännu bevarade.
Befolkningen uppgick till cirka 2000 personer som högst men minskade därefter.

### Senare historia
Den 29 november 1791 landsteg brittiske kapten William Robert Broughton kring Waitangi på Chathamön som förste europé i området. Missförstånd ledde till mindre stridigheter. Moriorierna beslöt därefter att möta nya besökare med fred och vänlighet (hövding Nunukus lag).
1835 anlände maoristammarna Ngati Tama och Ngati Mutunga från Wellingtonområdet på Nya Zeeland. Dessa landsteg på Chathamön och stridigheter uppstod där många moriori dödades eller tillfångatogs. Fångarna fördes tillbaka till Nya Zeeland: Kring 1862 uppgick den genuina morioribefolkningen till endast cirka 100 personer. Maorifolket lämnade ön kring 1870 och fångarna assimilerades eftervart. 1933 dog Tame Horomona Rehe Solomon (Tommy Solomon) den siste fullblodsmoriorin.
Sedan 1991 ställs frågan om stamtillhörighet vid folkräkningen i Nya Zeeland. 1991 uppgav 105 personer vara ättlingar till moriorifolket, 2001 585 personer och 2006 uppgav 945 personer att vara ättlingar till miorori.
1997 uppfördes den första moriori "marae" (traditionell mötesplats) på 160 år på Chathamön. Maraens form liknar en "hopo" (albatross) vilken har ett stort religiöst symbolvärde.
2001 inleddes ett projekt att sammanställa moriorispråket.